# Euthalia affinis
Euthalia affinis är en fjärilsart som beskrevs av Percy I. Lathy 1900. Euthalia affinis ingår i släktet Euthalia och familjen praktfjärilar. Inga underarter finns listade i Catalogue of Life.